# Marie-Louise
Marie-Louise ist ein im Jahr 1943 in der Schweiz produzierter Spielfilm des Regisseurs Leopold Lindtberg. Er handelt von einem französischen Mädchen, das im Zuge der Kinderhilfe des Schweizerischen Roten Kreuzes 1940, während des deutschen Vormarsches in Frankreich, in eine Schweizer Familie aufgenommen wird.

## Handlung
Marie-Louise ist ein französisches Mädchen, das während des Zweiten Weltkriegs Bombenangriffe miterleben musste. Um sich davon zu erholen, wird sie zusammen mit anderen Kindern vom Roten Kreuz für ein halbes Jahr in die Schweiz geholt. Als sich aber für Marie-Louise keine Pflegeeltern finden lassen, wird sie von der Helferin Heidi Rüegg zu sich nach Hause genommen. Dort freundet sie sich langsam mit dem zuerst abweisenden Vater der Sozialarbeiterin an, einem Fabrikdirektoren. Von Schweizer Militärflugzeugen wird das Mädchen so erschreckt, dass sie ins Krankenhaus gebracht werden muss. Die Arbeiter in Rüeggs Fabrik versuchen derweil, weitere französische Kinder in die Schweiz zu holen.

## Hintergrund
Marie-Louise wurde 1943 von Leopold Lindtberg für die Praesens-Film unter Lazar Wechsler gedreht und am 19. Februar 1944 uraufgeführt. Die Eröffnungsszene, die ein Bombardement in Rouen zeigt, wurde von Franz Schnyder gedreht, der aber im Abspann nicht genannt wurde.
Das Drehbuch schrieb Richard Schweizer, der dafür im Jahr 1946 den Oscar für das beste Originaldrehbuch erhielt. Die Musik komponierte Robert Blum, Kamera führte Emil Berna und den Schnitt machte Hermann Haller.
Die Titelrolle übernahm Josiane Hegg. Die Helferin Heidi Rüegg wurde von Anne-Marie Blanc gespielt, ihr Vater von Heinrich Gretler. Weitere Rollen spielten Margrit Winter, Armin Schweizer, Mathilde Danegger, Fred Tanner, Emil Gerber, Pauline Carton, Germaine Tournier und Jean Host.

## Kritik
Das Lexikon des internationalen Films bezeichnet Marie-Louise als „ohne Pathos und Sentimentalität inszenierte sympathische Unterhaltung“.

## Auszeichnungen
- Oscar 1946 in der Kategorie Bestes Originaldrehbuch für Richard Schweizer